# 安海龍
安海龍（アン・ヘリョン、1961年 - ）は、韓国全羅道（チョルラド）出身のジャーナリスト・映像作家。

## 概要
日本の朝鮮統治、在日韓国人問題などを手がける。
元慰安婦の在日韓国人、宋神道のドキュメンタリー映画『オレの心は負けてない』の監督。
韓国人慰安婦への日本の謝罪と賠償を求める重重プロジェクトがニコンサロン新宿で写真展の開催を予定したが、無料がルールで入場料徴収等を禁止しているニコンサロンで募金活動を予定したことや、ニコンサロンが特定の政治団体や思想団体の広告の場として使われることを理由に開催中止となった慰安婦ニコン写真展中止訴訟では、日本国を「ニコン写真展中止に黙る日本社会理解できない」と批判した。